# Blanktjärnen (Kalls socken, Jämtland, 708407-135632)
Blanktjärnen är en sjö i Åre kommun i Jämtland och ingår i Indalsälvens huvudavrinningsområde. Sjön har en area på 0,0781 kvadratkilometer och ligger 462,3 meter över havet.

## Delavrinningsområde
Blanktjärnen ingår i det delavrinningsområde (708415-135648) som SMHI kallar för Inloppet i Stor-Harrtjärnen. Medelhöjden är 472 meter över havet och ytan är 1,49 kvadratkilometer. Räknas de 2 avrinningsområdena uppströms in blir den ackumulerade arean 41,78 kvadratkilometer. Hobergsån som avvattnar avrinningsområdet har biflödesordning 2, vilket innebär att vattnet flödar genom totalt 2 vattendrag innan det når havet efter 374 kilometer. Avrinningsområdet består mestadels av skog (83 procent) och sankmarker (12 procent). Avrinningsområdet har 0,08 kvadratkilometer vattenytor vilket ger det en sjöprocent på 5,2 procent.